# Sent Geris
Sent Geris (en francès Saint-Gilles-les-Forêts) és un municipi francès situat al departament de l'Alta Viena i a la regió de la Nova Aquitània.

## Demografia
| 1962                                       | 1968 | 1975 | 1982 | 1990 | 1999 | 2007 |
| ------------------------------------------ | ---- | ---- | ---- | ---- | ---- | ---- |
| 129                                        | 93   | 78   | 73   | 60   | 55   | 53   |
| Des de 1962: població sense dobles comptes |      |      |      |      |      |      |

## Administració
| Període   | Identitat           | Partit |
| --------- | ------------------- | ------ |
| 2001-2008 | Michel Lamarsaude   |        |
| 2008-     | Jean-Louis Penicaud |        |